# José Luis Hernández
José Luis Hernández Ortega, conocido deportivamente como José Luis, (Las Palmas de Gran Canaria, 28 de agosto de 1950 - 29 de marzo de 2018) fue un futbolista español que jugó de delantero. Durante su carrera jugó en Primera División y en Segunda División.

## Carrera deportiva
Formado en la cantera de la Unión Deportiva Las Palmas, su debut con el primer equipo canario llega en la temporada 1972-73, en la que sin embargo no tuvo la oportunidad de debutar en el césped. En la siguiente temporada disputó 11 partidos en Primera División con la Unión Deportiva.
La temporada 1974-75 fue su mejor temporada en el equipo amarillo, tras marcar 4 goles en 14 partidos. Sin embargo, tras disputar únicamente dos partidos en la temporada posterior se vio obligado a dejar Las Palmas para fichar por el Real Jaén de la Segunda División. En el Jaén si encontró continuidad, marcando 7 goles en 31 partidos. Allí se mantuvo solo una temporada.
Tras dejar Jaén ficha por el Granada Club de Fútbol, equipo en el que logra los mejores números de su carrera, pues a lo largo de dos temporadas marca 36 goles en 73 partidos, logrando ser uno de los mejores delanteros de la categoría. En 1979 dejó Granada rumbo al Real Club Recreativo de Huelva. En su primera temporada en Huelva conservó el olfato goleador de su etapa en el Granada, marcando 8 goles en 27 partidos. En la temporada 1980-81, sin embargo, marca únicamente 4 goles en 14 partidos. Esto derivó en su marcha del Recreativo.
José Luis fichó por el Cartagena Fútbol Club que jugaba en Segunda División B, pero con el que logró el ascenso esa misma temporada a Segunda. En el Cartagena jugó una temporada en su periplo por Segunda División. En la misma marcó 11 goles en 31 partidos.

## Clubes
- Unión Deportiva Las Palmas (1972-1976)
- Real Jaén (1976-1977)
- Granada CF (1977-1979)
- Recreativo de Huelva (1979-1981)
- Cartagena Fútbol Club (1981-1983)